# الدوري الأسترالي لكرة السلة
الدوري الأسترالي لكرة السلة هو دوري كرة سلة للمحترفين في أستراليا تأسس في 1979 يلعب فيه 8 فرق. يعتبر فريق برث وايلدكاتز هو الأكثر تتويجا باللقب.

## الفرق
- أديليد ثيرتي سيكسترز
- كيرنز تيبانز
- إلوارا هوكز
- ملبورن يونايتد
- نيو زيلاند بريكرز
- سيدني كينجز

## وصلات خارجية
- الموقع الإلكتروني